# Peter Wragg
Peter Wragg (Rotherham, 12 gennaio 1931 – Plymouth, 24 giugno 2004) è stato un calciatore e allenatore di calcio inglese, di ruolo attaccante.

## Palmarès

### Giocatore

#### Competizioni nazionali
- Third Division North: 1

Rotherham United: 1950-1951

#### Competizioni regionali
- North Riding Senior Cup: 1

York City: 1956-1957